# Kung Lavec
Kung Lavec, född 27 april 2002 i Limhamn i Skåne län, är en svensk varmblodig travhäst. Han tränades av Svante Båth och kördes av Lars Lindberg.
Kung Lavec tävlade åren 2004–2006 och sprang in 3 miljoner kronor på 23 starter varav 12 segrar. Bland hans främsta meriter räknas segrarna i båda E3-finalerna (2005) och Breeders' Crown (2005).
Han tillhör den skara hästar som vunnit både långa E3 och korta E3 i klassen för hingstar och valacker.